# Indywidualne Mistrzostwa Polski w Zapasach 1985

## Mistrzostwa Polski w Zapasach1985

### Mężczyźni
- styl wolny

38. Mistrzostwa Polski – x – x 1985, Koszalin
- styl klasyczny

55. Mistrzostwa Polski – x – x 1985, Wałbrzych

## Medaliści

### Mężczyźni

#### Styl wolny
| Kategoria: | Złoto:                             | Srebro:                              | Brąz:                                |
| 48 kg      | Ryszard Kajszczak Grunwald Poznań  | Bogdan Noras GKS Tychy               | Marek Janiszewski Budowlani Koszalin |
| 52 kg      | Piotr Mrochem Slavia Ruda Śląska   | Zbigniew Gontarek Slavia Ruda Śląska | Janusz Bożek GKS Tychy               |
| 57 kg      | Andrzej Jędryjas Stal Rzeszów      | Władysław Stecyk Grunwald Poznań     | Wiesław Kończak Lotnik Wrocław       |
| 62 kg      | Marian Skubacz Slavia Ruda Śląska  | Mieczysław Chomicz Grunwald Poznań   | Wiesław Tomczak GKS Tychy            |
| 68 kg      | Jan Szymański Slavia Ruda Śląska   | Krzysztof Pobłocki GKS Tychy         | Andrzej Kubiak Gwardia Warszawa      |
| 74 kg      | Krystian Rajman Slavia Ruda Śląska | Adam Ogryzek GKS Tychy               | Krzysztof Wójtowiec Gwardia Warszawa |
| 82 kg      | Leszek Ciota Gwardia Warszawa      | Jan Pawlik GKS Tychy                 | Andrzej Radomski Budowlani Koszalin  |
| 90 kg      | Jan Górski Slavia Ruda Śląska      | Jan Szelągiewicz Lotnik Wrocław      | Leszek Patro Stal Rzeszów            |
| 100 kg     | Andrzej Patalong GKS Tychy         | Krzysztof Nowak Spółdzielca Lublin   | Paweł Kurczewski Włókniarz Łódź      |
| 130 kg     | Jerzy Kachniarz Lotnik Wrocław     | Ryszard Długosz Stal Rzeszów         | Marek Ząbczyk Stal Rzeszów           |

#### Styl klasyczny
| Kategoria:   | Złoto:                                | Srebro:                                          | Brąz:                             |
| 48 kg        | Krzysztof Mudrecki Śląsk Wrocław      | Wiesław Kamiński Śląsk Wrocław                   | Jacek Ślęzak LKS Radomsko         |
| 52 kg        | Roman Kierpacz GKS Katowice           | Stanisław Wróblewski Siła Mysłowice              | Wojciech Dobosz Śląsk Wrocław     |
| 57 kg        | Jan Potocki Cement Gryf Chełm         | Jacek Majkowski Legia Warszawa                   | Leszek Szachno Śląsk Wrocław      |
| 62 kg        | Piotr Michalik Siła Mysłowice         | Adam Kierpacz GKS Katowice                       | Wacław Laskowski GKS Katowice     |
| 68 kg        | Krzysztof Pięta Śląsk Wrocław         | Henryk Grabowiecki Legia Warszawa                | Józef Tracz Śląsk Wrocław         |
| 74 kg        | Andrzej Supron GKS Katowice           | Jerzy Kopański GKS Katowice                      | Wiesław Dziadura Legia Warszawa   |
| 82 kg        | Bogdan Daras Siła Mysłowice           | Radosław Turkot Legia Warszawa                   | Bogdan Matusiak Legia Warszawa    |
| 90 kg        | Andrzej Malina Legia Warszawa         | Bogdan Merkel Unia Racibórz                      | Roman Myśliwiec Legia Warszawa    |
| 100 kg       | Bogusław Dąbrowski Zagłębie Wałbrzych | Roman Bierła GKS Katowice                        | Zbigniew Choromański GKS Katowice |
| ponad 100 kg | Henryk Tomanek GKS Katowice           | Roman Wrocławski Piotrcovia Piotrków Trybunalski | Sławomir Luto Legia Warszawa      |